# Adda Ravnkilde
Adda Ravnkilde (30. juli 1862 i Sakskøbing- 30. november 1883 på Frederiksberg) var en dansk forfatter. Hun hed Adele Marie, men blev kaldt Adda.
Ved sit dramatiske selvmord efterlod Adda Ravnkilde tre manuskripter. De blev givet til Georg Brandes, der sørgede for forkortelse og udgivelse under titlerne "Judith Fürste" og "To fortællinger" i 1884.
- Mindetavle i Sæby.